# Charles Tillie
Charles Tillie (ur. 12 października 1864 w Londonderry, zm. 12 listopada 1908 tamże) – irlandzki rugbysta, reprezentant kraju.
W latach 1887–1888 rozegrał w Home Nations Championship cztery spotkania dla irlandzkiej reprezentacji zdobywając jedno przyłożenie, które nie miało jednak wówczas wartości punktowej.